# Servius Fulvius Paetinus Nobilior
Servius Fulvius Paetinus Nobilior war ein Mitglied des römischen Plebejergeschlechts der Fulvier und bekleidete 255 v. Chr. das Konsulat.

## Leben
Laut den Fasti Capitolini und Triumphalakten führten sowohl der Vater als auch der Großvater von Servius Fulvius Paetinus Nobilior das Pränomen Marcus. Über die frühen Ämter seines cursus honorum ist nichts bekannt. Das Konsulat bekleidete er 255 v. Chr. zusammen mit Marcus Aemilius Paullus. Die Römische Republik befand sich damals etwa in der Mitte ihres ersten Krieges gegen Karthago; der Suffektkonsul von 256 v. Chr., Marcus Atilius Regulus, hatte gerade eine verheerende Niederlage gegen die Punier erlitten und war in deren Gefangenschaft geraten. Anfang des Sommers 255 v. Chr. segelten daraufhin Fulvius Nobilior und sein Amtskollege mit einem starken Geschwader nach Nordafrika, eroberten unterwegs die Insel Kossyra (das heutige Pantelleria), siegten nahe dem Hermäischen Vorgebirge über eine punische Flotte und nahmen bei der Stadt Clupea die Überlebenden von Regulus’ geschlagenen Streitkräften an Bord. Auf der Heimreise gerieten sie jedoch nahe der südsizilischen Stadt Kamarina in einen Orkan und verloren bei der Schiffskatastrophe vor Kamarina fast ihre gesamte Flotte. Dennoch durften sie Anfang 254 v. Chr. einen Triumph über Kossyra und Karthago feiern.  Für eine ausführlichere Darstellung des Feldzugs siehe Marcus Aemilius Paullus.
Über das weitere Leben von Fulvius Nobilior ist nichts überliefert.